# Ibb
Ibb (arab. إب) – miasto w południowo-zachodnim Jemenie, na północ od miasta Ta’izz; stolica muhafazy Ibb; 262,8 tys. mieszkańców (2008). Rolnictwo tarasowe, hodowla owiec, przemysł spożyczy, ośrodek rzemiosła (garbarstwo, wyrób tkanin) i handlu kawą z okolicznych plantacji. Piąte co do wielkości miasto kraju. Przez Ibb przebiega droga samochodowa Sana–Ta’izz.